# أرجيش
أَرْجِيش هي بلدة وقضاء في محافظة وان، تركيا. تعرضت البلدة لزلزال كبير في 23 أكتوبر 2011.

## تاريخ
تعد أرجيش مدينة تاريخيَّة تقع في نواحي أرمينية الكبرى، بالقرب من خلاط. وأكثر سكانها من النصارى. تبلغ طولها ست وستون درجة وثلث وربع، وعرضها أربعون درجة وثلث وربع، حسب تأريخ ياقوت الحموي.

## أعلام
تُنسب إليها الفقيه أبو الحسن علي بن محمد بن منصور بن داود الأرجيشي، الذي وُلد في خانقاه أبي إسحاق من أعمال أرجيش. تفقه على يد الإمام الشافعي، وأقام بجلب متعبدًا في مدرسة الزجاجين، وكان قانعًا باليسير من الرزق. إذا زادوه شيئًا عليه، لم يقبله، وكان يقول: "في الواصل إلي كفاية". ذكر أنه كان كثير العبادة، ملازمًا للصمت، وذكرت له طريقة حياة كانت مدهشة لمن حوله.
ويُنسب إليها حديثًا شرف الدين طوران، وهو مؤلف تركي.

### فهرس المنشورات
1. ↑  "Area of regions (including lakes), km²". Regional Statistics Database. Turkish Statistical Institute. 2002. اطلع عليه بتاريخ 2013-03-05.
2. 1 2  "Population of province/district centers and towns/villages by districts - 2012". Address Based Population Registration System (ABPRS) Database. Turkish Statistical Institute. اطلع عليه بتاريخ 2013-02-27.
3. ↑  GeoNames (بالإنجليزية), 2005, QID:Q830106
4. 1 2  الحموي (1977)، ج. 1، ص. 144.

### فهرس الوب
1. ↑  "معلومات عن إرجيش على موقع geonames.org". geonames.org. مؤرشف من الأصل في 2019-12-10.
2. ↑  "معلومات عن إرجيش على موقع dare.ht.lu.se". dare.ht.lu.se. مؤرشف من الأصل في 2018-01-12.
3. ↑  "معلومات عن إرجيش على موقع britannica.com". britannica.com. مؤرشف من الأصل في 2015-09-10.

### معلومات المنشورات كاملة
الكتب مرتبة حسب تاريخ النشر
- ياقوت الحموي (1977)، معجم البلدان (ط. 1)، بيروت: دار صادر، OCLC:1014032934، QID:Q114913343